# Great Steeping
Great Steeping is een civil parish in het bestuurlijke gebied East Lindsey, in het Engelse graafschap Lincolnshire. In 2001 telde het dorp 296 inwoners.
Naast de All Saints Church op de afbeelding, heeft dit dorp nog een kerk met dezelfde naam, Old Saints Church. Zij staat op de Britse monumentenlijst.